# 更岸駅

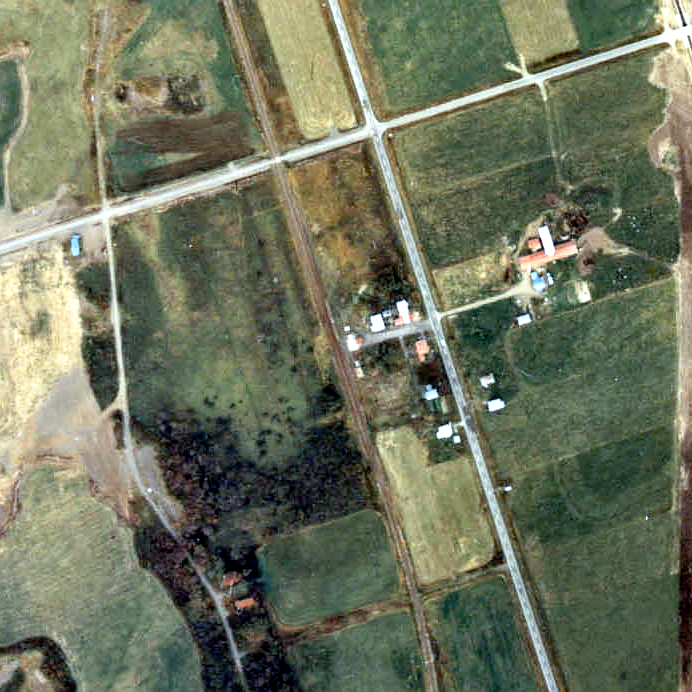
1977年の更岸駅と周囲約500m範囲。上が幌延方面。幌延側へずれた位置に設置された単式ホームを持つ。羽幌側に貨物ホームと引込み線を持っていた痕跡が残っている。更岸地区の海岸寄り、浜更岸と呼ばれる地域にあり、丸松駅と同様に周囲は酪農地帯で、駅前に僅かばかり民家が集まっている。右に並行して北上する道は、整備前の国道232号。なお、1948年の米軍撮影航空写真では駅舎横北側に多くの木材が野積みされているのが確認できる。

更岸駅（さらきしえき）は、かつて北海道天塩郡天塩町字南更岸に設置されていた、日本国有鉄道（国鉄）羽幌線の駅（廃駅）である。電報略号はサシ。事務管理コードは▲121627。
一部の普通列車は通過した（1986年（昭和61年）11月1日改定の時刻（廃止時の時刻表）で、上下各1本（急行「はぼろ」後継の主要駅停車列車））。

## 歴史
- 1936年（昭和11年）10月23日 - 鉄道省天塩線の天塩駅 - 遠別駅間延伸開通に伴い、開業[1]。一般駅[1]。
- 1949年（昭和24年）6月1日 - 公共企業体である日本国有鉄道に移管。
- 1958年（昭和33年）10月18日 - 天塩線を羽幌線に編入して羽幌線が全通、それに伴い同線の駅となる。
- 1970年（昭和45年）9月7日 - 貨物・荷物の取り扱いを廃止し[1][4]、同時に無人化[5]（駅前の商店に簡易委託）[6]。ホームが一面一線となる。
- 1987年（昭和62年）3月30日 - 羽幌線の全線廃止に伴い、廃駅となる[1]。

## 駅名の由来
所在地名より。アイヌ語に由来するが諸説あり、1973年（昭和48年）に国鉄北海道総局が発行した『北海道　駅名の起源』では「サㇽキウㇱト（sarki-us-to）」（ヨシ・群生する・沼）が由来としている。また、本田貢『北海道　地名漢字解』（1995年）では「サㇽケㇱ（sar-kes）」（湿地の・末端）からという説を紹介している。

## 駅構造
廃止時点で、単式ホーム1面1線を有する地上駅であった。ホームは、線路の東側（幌延方面に向かって右手側）に存在した。
無人駅（簡易委託駅）となっており、有人駅時代の駅舎は改築され、力昼駅とほぼ同型のカプセル駅舎となっていた。駅舎は構内の南側に位置し、ホーム南側とを結ぶ通路で連絡した。

## 駅周辺
- 国道232号（天売国道/日本海オロロンライン）

1970年（昭和45年）の時点では駅前に雑貨店があり、切符の販売などの業務委託を受けていた。既にこの時点で乗降客は激減しており、1日に切符を買う乗客は僅か4-5人となっていた。

## 駅跡
駅舎や駅構内施設は既に撤去され、2001年（平成13年）時点では、駅前へ続く道路だけが残っている。2010年（平成22年）時点でも同様であった。駅の遺構は何も残っておらず、駅跡地は草むらになっている。
なお、駅名標は干拓仮乗降場のものとともに、更岸小学校跡に設置されている。

## 隣の駅
日本国有鉄道
羽幌線
丸松駅 - 更岸駅 - <干拓仮乗降場> - 天塩駅
かつて丸松駅と当駅との間に北里仮乗降場が存在した（1956年（昭和31年）5月1日開業、1970年（昭和45年）9月7日廃止）。